# Katharina Werning
Katharina Daniela Werning (* 10. Januar 1985 in Dortmund) ist eine ehemalige deutsche Jockey.

## Karriere
Sie ist ausgebildete Pferdewirtin und trainierte zuletzt beim Mülheimer Galoppverein Raffelberg e.V. unter Trainer Werner Baltromei. Werning hat als Berufsrennreiterin auf deutschen Galopprennbahnen 148 Siege errungen. Ihren größten Erfolg feierte sie am 7. Juni 2007 durch einen Sieg im Großen Preis der Frankfurter Volksbank, einem Listenrennen über 1600 Meter. Neben dem Rennsport arbeitete sie unter anderem als Model.
Werning beendete 2010 ihr Profi-Karriere als Jockey und arbeitet als Moderatorin im Rennsport.

## Privates
Sie ist die Tochter von Trainer und Gestütsmeister Reiner Heinrich Gustav Werning, der in Dortmund den Familienrennstall Werning betreibt, bei dem auch ihr Bruder Pascal Jonathan Werning als Jockey aktiv ist. Werning ist verheiratet und hat einen Sohn.
Die Tageszeitung Die Welt titulierte sie im Jahr 2009 als „Deutschlands attraktivste Reiterin“.
In Fatih Akıns Film Soul Kitchen (2009) ist Werning mit einem schweren Sturz zu sehen, den sie im Januar 2008 auf der Neusser Rennbahn erlitten hatte und der ihre Karriere zeitweilig unterbrach.